# سيليا كاي
سيليا كاي (بالإنجليزية: Celia Kaye)‏ هي ممثلة أمريكية، ولدت في 24 فبراير 1942 في الولايات المتحدة.

## وصلات خارجية
- سيليا كاي على موقع IMDb (الإنجليزية)
- سيليا كاي على موقع تيرنر كلاسيك موفيز (الإنجليزية)